# Sumurun (1920)

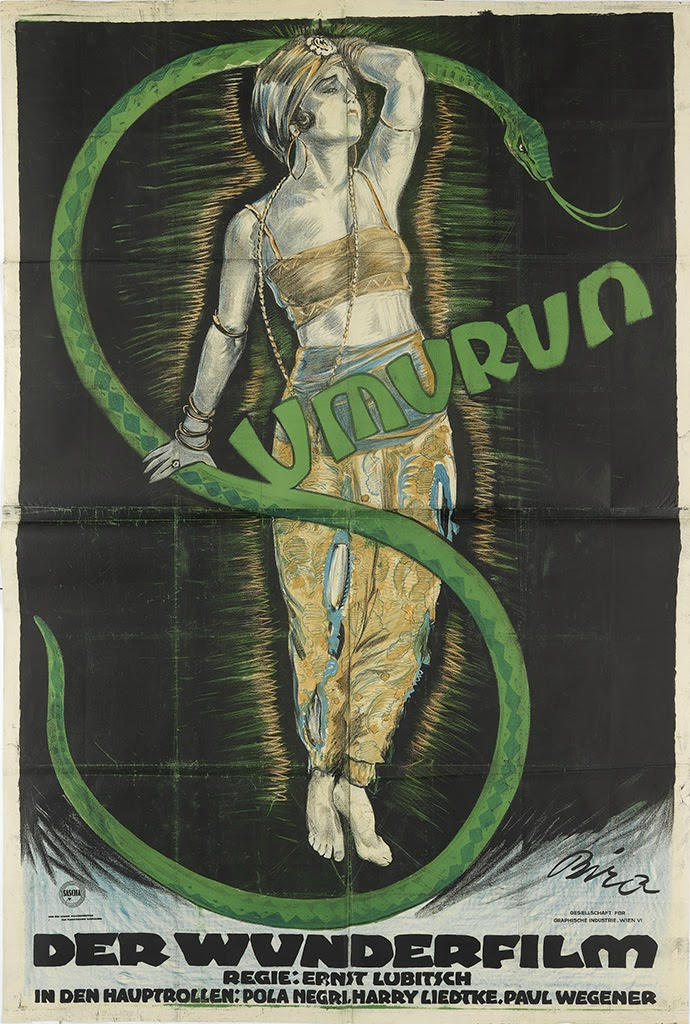
Sumurun, der Wunderfilm. Filmplakat von Mihály Bíró

Sumurun ist ein deutscher Stummfilm von Ernst Lubitsch aus dem Jahr 1920. Er beruht auf einer Pantomime von Friedrich Freksa, die bereits 1910 von Max Reinhardt verfilmt worden war.

## Inhalt

### 1. Akt
Das mittelalterliche Bagdad: Der Bucklige verehrt die schöne Tänzerin. Zusammen ziehen sie mit einem Theaterwagen durchs Land und treten in kleinen Dörfern auf. Sklavenhändler Achmed sieht die Tänzerin und schlägt dem Buckligen vor, sie dem alten Scheich für seinen Harem vorzustellen. Der jagt ihn davon.
Im Harem des Scheichs sind die Frauen derweil begeistert, da der junge Stoffhändler Nur-al-Din vor dem Tor des Palastes den Palast-Eunuchen seine Waren anbietet. Vor allem Sumurun, die Lieblingsfrau des Scheichs ist vom Stoffhändler hingerissen und wird bei ihrer Schwärmerei vom alten Scheich erwischt. Inzwischen steht vorm Fenster jedoch dessen Sohn und wirft Sumurun Kusshände zu – diese lehnt ihn zwar ab, doch ist der alte Scheich eifersüchtig.

### 2. Akt
Die Gaukler ziehen in Bagdad ein. Sofort sind die Einwohner auf den Beinen und sehen begeistert dem Spiel des Buckligen, der Alten und der Tänzerin zu. Als der junge Scheich den Platz passieren will, treibt er die Menschenmenge auseinander. Obwohl er die Gaukler zunächst der Stadt verweist, stimmt ihn der Anblick der Tänzerin milder – der Bucklige hatte sie zuvor beauftragt, den Scheich zu umgarnen, auf dass die Gruppe bleiben darf. Der Plan geht auf. Während der Bucklige sein letztes Geld ausgibt, um der Tänzerin ein Armband zu kaufen, überhäuft der verliebte Scheich die Tänzerin mit Stoffen – der Bucklige bleibt enttäuscht zurück.

### 3. Akt
Sumurun soll für ihren Flirt geköpft werden. Kurz bevor das Urteil vollstreckt wird, kann Haidee den Obereunuchen um Sumuruns Rettung ersuchen. Er berichtet dem jungen Scheich von ihren Schicksal und der fleht seinen Vater an, sie zu verschonen. Alles sei allein seine Schuld gewesen. Der alte Scheich nimmt sein Urteil zurück und Sumurun ist gerettet. Er lehnt nun auch das Angebot des Sklavenhändlers ab, sich die schöne Tänzerin aus der Nähe anzusehen. Als Sumurun ihn jedoch im Schlafgemach abweist, lässt er den Sklavenhändler kommen und folgt ihm zum Platz, wo die Gaukler Halt gemacht haben.

### 4. Akt
Die Gaukler treten auf. Der Bucklige verkleidet sich Pierrot-ähnlich und bringt die Menge zunächst zum Lachen. Als er jedoch sieht, wie sich die Tänzerin und der heimlich an den Theaterwagen getretene junge Scheich küssen, wird er tieftraurig. Melancholisch begleitet er den Auftritt der Tänzerin auf der Laute, der vom alten Scheich angesehen wird. Anschließend stimmt der alte Scheich zu, die Tänzerin in sein Harem aufzunehmen. Während die ihre Sachen packt und sich die Alte hemmungslos betrinkt, schluckt der Bucklige in seiner Trauer Pillen, die ihn todähnlich schlafen lassen.
Die Tänzerin ist schockiert, als sie den Buckligen leblos vorfindet und flüchtet. Sie wird vom jungen Scheich verfolgt und erst nach einer Verfolgungsjagd gelingt es ihr, zum Sklavenhändler zu gelangen. Die Alte ist derweil verzweifelt, als sie den Buckligen reglos an der Bühne liegen sieht und versteckt ihn in einem Sack. Dieser wird von Puffti und Muffti, den Dieners Nur-al-Dins, gestohlen, weil sie ihn voll Schmuck vermuten. Die Alte folgt den Dieben unauffällig.

### 5. Akt
Der Bucklige wird im Stoffladen entdeckt und die panischen Diener verstecken ihn auf dem Dachboden. Dort holt ihn die Alte herunter und der nun auf der Treppe sitzende, schlafende Bucklige wird von den Dienern in eine Stofftruhe befördert. Die Haremsfrauen des alten Scheichs treffen ein, um sich neue Stoffe zu kaufen. Haidee organisiert ein unbeobachtetes Stelldichein zwischen Sumurun und Nur-al-Din. Als die Frauen gehen wollen, bugsieren sie den Stoffhändler in eben jene Kiste, in der sich auch der Bucklige befindet. Sie wird wie die zweite Kiste mit dem gekauften Stoff von den Eunuchen zum Palast getragen. Die Alte folgt der Gruppe.
Es gelingt, den Stoffhändler unbeobachtet in den Palast zu schmuggeln. Die Eunuchen finden den leblosen Buckligen in einer Kiste und nehmen entsetzt Reißaus.

### 6. Akt
Beim Sklavenhändler wird die Tänzerin für den alten Scheich eingekleidet. Während sie in einer Sänfte zum Palast getragen wird, gelingt es der Alten, den Buckligen zu wecken. Der wird rasend vor Eifersucht, als er sieht, wie die Tänzerin in den Palast geht. Sie wird die neue Lieblingsfrau des Scheichs und verbringt mit ihm die Nacht.
Die Tänzerin wird durch den jungen Scheich geweckt, der sie am Bett seines Vaters in die Arme schließt und küsst. Dem jungen Scheich wiederum ist der Bucklige gefolgt. Als die Tänzerin ihn sieht, stößt sie einen überraschten Schrei aus, von dem der schlafende alte Scheich geweckt wird. Er tötet die Tänzerin und seinen Sohn. Als er in seinen Harem stürmt und Sumurun mit dem Teppichhändler in inniger Umarmung sieht, will er beide töten, doch wird er vom Buckligen erstochen.
Die Tore des Palastes sind nun offen. Die Haremsdamen verlassen das Gebäude und auch Sumurun und Nur-al-Din können nun ein Paar werden. Nur der Bucklige bleibt mit seiner Laute zurück.

## Produktion
Die monumentale Dekoration und Ausstattung stammt von Kurt Richter und Ernő Metzner. Die Kostüme entwarf Ali Hubert.
Die Dreharbeiten für Sumurun begannen am 13. März 1920 in den Ufa-Union-Ateliers Berlin-Tempelhof. Die Zensur belegte den Film mit einem Jugendverbot. Die Uraufführung von Sumurun fand am 1. September 1920 im Ufa-Palast am Zoo in Berlin statt.
Die ursprüngliche Musik von Sumurun schuf Victor Hollaender. Bei der Veröffentlichung des restaurierten Films auf DVD im Jahr 2006 war der Film mit einer Musik von Javier Pérez de Azpeitia aus dem Jahr 2005 unterlegt. Der restaurierte Film ist wie das Original viragiert.
Im Jahr 2020 wurde der Klavierauszug der Originalmusik wiederentdeckt und von Burkhard Götze wieder in eine Partitur für großes Orchester gebracht.

## Kritik
Die zeitgenössische Kritik meinte, dass mit Sumurun „ein Werk geglückt [sei], von dem stärkste künstlerische Wirkungen ausgehen, das mit reinsten Mitteln die Effekte großer Kunst erzielt und Wege weist im Film-Neuland, fernab von aller pseudotheatralischen Unkultur.“ Der Film sei ein „orientalisches Märchen in bewegten Bildern, denen der Regisseur Ernst Lubitsch seinen charakteristischen Stempel aufgedrückt hat.“
Das Lexikon des internationalen Films bezeichnete Sumurun als „‚Historienschinken‘ mit großen Aufwand an Kulisse und Kostüm mit Blick auf die Kinokasse, aber auch eine filmische Reise in ein Universum der Gefühle und Leidenschaften von großer Intensität und äußerster Vollendung mit einem sehenswerten Ernst Lubitsch in einer der Hauptrollen.“
Thomas Mann sah den Film am 23. September 1920 im Münchner Lichtspieltheater Sendlingertor zusammen mit Josef Ponten und hat seine Eindrücke später im Zauberberg verarbeitet.